# Aleurothrixus solani
Aleurothrixus solani là một loài côn trùng cánh nửa trong họ Aleyrodidae, phân họ Aleyrodinae.
Aleurothrixus solani được Bondar miêu tả khoa học đầu tiên năm 1923.